# Pro Wrestling Illustrated
Pro Wrestling Illustrated (PWI) är en professional wrestling-tidskrift.
Pro Wrestling Illustrated startades 1979. Tidskriften är känd för att inte bryta kayfabe. Vissa andra tidningar bryter kayfabe och berättar om verkligheten bakom kulisserna inom professionell wrestling. PWI har aldrig gjort detta, utan berättar oftast om "storylines" som om de vore äkta. På senare år har dock tidningen börjat skriva på gränsen mellan det som är "kayfabe" och "shoot", bland annat används numera ord som "storyline" och de skiljer på  "onscreen"-rivaliteter och verkliga kontroverser.